# Boordcomputer taxi
De boordcomputer taxi (BCT) is een boordcomputer die in alle Nederlandse taxi's de ritten registreert. Het apparaat is ontwikkeld in samenwerking met een vertegenwoordiging vanuit de Nederlandse taxibranche, de Inspectie Verkeer en Waterstaat (IVW) en consumentenorganisaties.
Om de BCT publiekelijk bekender te maken is een website ontworpen waarop nieuws met betrekking tot de BCT staat.
Doel van het apparaat is om het taxivervoer te verbeteren door registratie en de handhaving veiliger, efficiënter en inzichtelijker te maken (waardoor oneerlijke concurrentie beter tegengegaan zou dienen te gaan worden).

## Wettelijke regeling
Artikel 79 van het Besluit personenvervoer 2000 bepaalt dat de vervoerder die taxivervoer verricht er zorg voor draagt dat in een auto waarmee taxivervoer wordt verricht een op correcte wijze functionerende boordcomputer aanwezig is waarvoor een typegoedkeuring is verleend. Er was een overgangstermijn tot 1 juli 2014 (tot dan geen boordcomputer verplicht maar dan wel werkmap en controledocument gebruiken).

## Werking
De BCT werkt volgens de regeling "Regeling specificaties en typegoedkeuring boordcomputer taxi".
Voor de BCT worden diverse chipkaarten gebruikt. Namelijk een chauffeurskaart, inspectiekaart, keuringskaart en een ondernemerskaart. Deze kaarten worden respectievelijk gebruikt door de chauffeur, de controleur, de monteur/ijkmeester en de ondernemer. Op de kaart van de chauffeur worden onder meer de rij- en rusttijden geregistreerd.

## Registratie
De BCT registreert behalve de rij- en rusttijden van de chauffeur ook de gps-posities met vaste intervallen, de kilometerstand van het voertuig, de gereden afstand, locatie van start en stop van een rit en de gereden ritten. Tevens moet de ritprijs automatisch overgenomen worden van de in het voertuig aanwezige taxameter.

## Invoering
De bedoeling was dat de BCT halverwege 2009 zou worden ingevoerd. Door problemen met de chip in de verschillende kaarten werd door de verantwoordelijke staatssecretaris Tineke Huizinga het project vooralsnog met zes maanden uitgesteld naar november 2009. De chip bleek namelijk makkelijk te kraken. Gedurende een overgangstermijn tussen 1 november 2009 en 31 december 2011 dienen alle Nederlandse taxi's te worden voorzien van de BCT. Vanaf 1 juli 2012 moesten de rittenstaat en het werkboekje uiteindelijk definitief zijn vervangen door de in alle taxi's aanwezige BCT.

## Subsidie
Op 31 maart 2010 is bekend geworden wat de subsidie voor de BCT zal zijn. Bij aanschaf van een boordcomputer taxi geeft de overheid zeshonderd euro subsidie. Dat heeft de minister van Verkeer en Waterstaat bekendgemaakt. Het bestuur van KNV heeft aangegeven dit bedrag met een positief advies voor te willen leggen aan de ledenvergadering. Ook het handhavingsbeleid krijgt een positief advies van het bestuur. De ledenvergadering van KNV vond plaats op 12 april.

## Weerstand
Vanuit de branche komt steeds meer weerstand tegen dítmaal dus de BCT, mede omdat dit systeem gebaseerd zou zijn op verouderde systemen. Een deel van de branche ziet meer in de reeds bestaande, online registratiesystemen, die vele malen efficiënter zouden zijn. Een ander deel van de branche beziet het geheel als de zoveelste geldverkwisting, zonder overtuigd te zijn van de voordelen voor de taxibranche.
Tevens was er 'enige' scepsis vanwege de uitstel van de invoering naar (vooralsnog) november 2009. Dit mede vanwege het eerdere debacle en de opvolgende uitstellingen van invoeringsdata ten aanzien van een gewraakte tarievenstructuur en bijvoorbeeld het uiteindelijk eenvoudig kunnen manipuleren van de (vooraf vermeend nagenoeg niet te manipuleren) digitale tachograaf. Vele dure beloften dat oneigenlijke concurrentie ingedamd zou worden, bleken in de praktijk vooral voor aanvullend (en des te moeilijker aantoonbaar) frauderen te zorgen.

## KNV akkoord
Tijdens de KNV-ledenvergadering van 12 april 2010 werd de invoering van de boordcomputer taxi door een meerderheid van de aanwezigen aangenomen. KNV ging daarmee dus akkoord met de invoering van de boordcomputer.

### Kamervragen
Op 13 mei 2009 heeft staatssecretaris Huizinga schriftelijke vragen van de Tweede-Kamercommissie voor Verkeer en Waterstaat over de boordcomputer voor taxi's waarin ze haar standpunten omtrent de boordcomputer verdedigt.